# Sceliacantha subplana
Sceliacantha subplana är en stekelart som beskrevs av Alan Parkhurst Dodd 1920. Sceliacantha subplana ingår i släktet Sceliacantha och familjen Scelionidae. Inga underarter finns listade i Catalogue of Life.